# Robert McEliece
Robert J. McEliece, né le 21 mai 1942 à Washington et mort le 8 mai 2019, est un mathématicien, informaticien et cryptologue américain. Il fut professeur d'Electrical Engineering au California Institute of Technology.
Il est principalement connu pour ses travaux en théorie de l'information, et plus précisément en théorie des codes correcteurs. On peut citer, par exemple, ses résultats sur la difficulté du problème du décodage -- en collaboration avec Elwyn R. Berlekamp et Henk Van Tilborg. Cela l'a conduit à proposer un système de chiffrement à clé publique, qui repose sur le problème du décodage, et porte son nom.
Sa thèse a porté sur les Linear Recurring Sequences Over Finite Fields (soutenue en mars 1967, à Caltech), autrement dit les suites récurrentes linéaires dans les corps finis.

## Entre autres publications
- A Public-Key Cryptosystem Based on Algebraic Coding Theory, JPL Deep Space Network Progress Report 42– 44 (1978), pp. 114–116.
- On the Inherent Intractability of Certain Coding Problems (avec E. R. Berlekamp et H. Van Tilborg), IEEE Trans. Inform. Theory IT-24 (1978), pp. 384–386.